# Kodama (Geist)

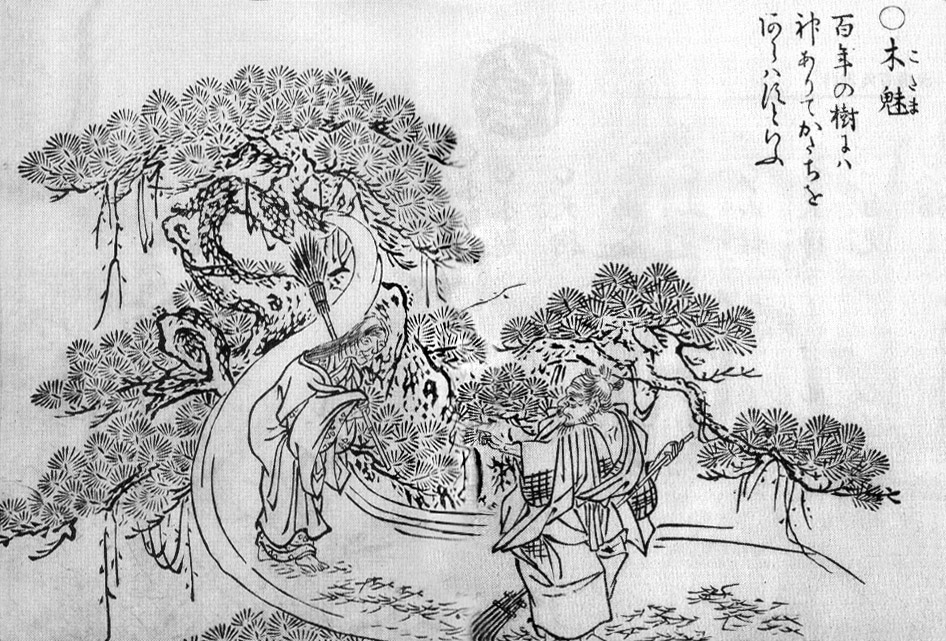
Ein Kodama (links), wie er in Sekiens Gazu Hyakki Yagyō erscheint.

Der Kodama (木魂; „Baumgeist“, „Baum-Seele“), auch Kitama gelesen, ist ein fiktives Wesen des japanischen Volksglaubens aus der Gruppe der Yūrei („Gespenster“) und Kami („Naturgeister“). Er gilt als dem Menschen freundlich gesinnt, soll aber nur jenen mit reinem Herzen erscheinen.

## Beschreibung
Kodama sollen der Überlieferung nach in uralten Bäumen residieren. Eigentlich sollen sie gestaltlose Kami (seltener Yūrei) sein, die sich aber guten Menschen in unterschiedlichster Gestalt offenbaren können. Ihr Charakter wird für gewöhnlich als friedlich, teilweise sogar neckisch beschrieben. Kodama sollen sehr weise sein und guten Menschen als wohlwollende Ratgeber und Orakel beistehen. In den bekanntesten Sagen treten sie in Gestalt eines ältlichen Ehepaars auf, das unentwegt beschäftigt ist, die Nadeln ihrer Bäume von Wegen und Treppen zu fegen. Wenn ein Mensch reinen Herzens genau hinhöre, könne er die beiden miteinander tuscheln hören. Kodama sollen nur böse werden, wenn man ihren Baum grundlos fällt.

## Hintergrund
Der Glaube an die Existenz von Kami, die sich in uralten Bäumen verbergen oder gar darin „geboren“ werden, scheint sehr alt zu sein, erstmals als „Kodama“ schriftlich erwähnt werden sie in dem Werk Genji Monogatari (源氏物語; Die Geschichte vom Prinzen Genji) der Hofdame Murasaki Shikibu aus dem Jahr 1008 n. Chr. (Heian-Zeit, 11. Jahrhundert). Bäume (bevorzugt Kiefern, Pinien und Föhren), in denen ein Kodama, bzw. ein Kami, residieren soll, gelten in Japan als heilig. Einen solchen heiligen Baum fällen zu wollen, soll einen schweren Fluch zur Folge haben. Auf der Insel Aogashima der Izu-Inselkette in der Präfektur Tokio gibt es einen kleinen Kodama-Schrein.
Der Kodama erscheint unter anderem im Sammelwerk Gazu Hyakki Yagyō (画図百鬼夜行; Bilderbuch der Nachtparade der 100 Dämonen) von Toriyama Sekien aus dem Jahr 1776. Sekien merkt lediglich an, dass in besonders alten Bäumen Kami (神) residieren würden, die sich gelegentlich zeigten. Sekiens Abbildung ist höchstwahrscheinlich von einem Theaterstück namens Aioi no matsu (相生の松; „Die Föhren, die gemeinsam aufwuchsen“) inspiriert, einem Nō-Stück des Künstlers Zeami Motokiyo aus dem Jahr 1437 (frühe Muromachi-Zeit, 15. Jahrhundert). Das Stück ist auch unter dem Alternativtitel Takasago (高砂市) bekannt, benannt nach der gleichnamigen Ortschaft in der Präfektur Hyōgo. Aioi no matsu erzählt die Geschichte des Shintō-Priesters Tomonari, der zwei Kodamas begegnet, die in Föhren leben und einander innig lieben. Tomonari bemerkt zunächst nicht, dass er zwei Kami vor sich hat. Die Hintergrundbotschaft des Stücks ist, dass wahre Liebe auch über größte Distanzen hinweg verbindet.